# Fuerza Natural Tour, en vivo en Monterrey, MX, 2009
Fuerza Natural Tour, en vivo en Monterrey, MX, 2009 es un álbum en vivo del músico de Argentina Gustavo Cerati. El álbum fue lanzado el 20 de noviembre de 2019. Compuesto por 2CD y DVD, el álbum en vivo encapsula el primer concierto de la Gira Fuerza Natural, que tuvo lugar en el Estadio de Béisbol de la ciudad de Monterrey, México, el 19 de noviembre de 2009. La gira promocionaba el álbum del mismo nombre. El primer corte de difusión fue «Cactus», publicado el 18 de octubre de 2019.
El sonido está capturado directamente desde la consola de audio usada durante el recital. De acuerdo al comunicado de prensa que lo anunció, la familia del músico y el sello decidieron publicarlo "sin retoques, re grabación ni re mezclas".

## Lista de canciones
| CD1   |                     |                                 |          |  |
| N.º   | Título              | Escritor(es)                    | Duración |  |
| 1.    | «Fuerza natural»    | Gustavo Cerati, Benito Cerati   | 5:36     |  |
| 2.    | «Magia»             | Cerati, Adrián Paoletti         | 4:48     |  |
| 3.    | «Déjà vu»           |                                 | 3:28     |  |
| 4.    | «Desastre»          | Cerati, Benito Cerati           | 3:48     |  |
| 5.    | «Rapto»             | Cerati, Benito Cerati           | 5:23     |  |
| 6.    | «Amor sin rodeos»   | Cerati, Adrián Paoletti         | 5:01     |  |
| 7.    | «Tracción a sangre» |                                 | 4:47     |  |
| 8.    | «Cactus»            | Cerati                          | 4:04     |  |
| 9.    | «Naturaleza muerta» | Cerati, Richard Coleman         | 4:07     |  |
| 10.   | «Dominó»            | Cerati, Coleman                 | 3:37     |  |
| 11.   | «Sal»               | Cerati, Paoletti, Benito Cerati | 5:31     |  |
| 12.   | «Convoy»            |                                 | 3:54     |  |
| 13.   | «He visto a Lucy»   |                                 | 8:17     |  |
| 62:21 |                     |                                 |          |  |

| CD2            |                               |                                 |          |  |
| N.º            | Título                        | Escritor(es)                    | Duración |  |
| 1.             | «Zona de promesas»            |                                 | 4:15     |  |
| 2.             | «Pulsar»                      |                                 | 6:21     |  |
| 3.             | «Te llevo para que me lleves» |                                 | 3:46     |  |
| 4.             | «Marea de Venus»              | Cerati, Daniel Melero           | 4:35     |  |
| 5.             | «Crimen»                      |                                 | 3:50     |  |
| 6.             | «Paseo inmoral»               | Cerati, Juan Francisco Bochatón | 6:44     |  |
| 7.             | «Cosas imposibles»            | Cerati, Flavio Etcheto          | 5:26     |  |
| 8.             | «La excepción»                |                                 | 4:28     |  |
| 9.             | «Adiós»                       | Cerati, Benito Cerati           | 4:17     |  |
| 10.            | «Puente»                      |                                 | 6:15     |  |
| 11.            | «Lago en el cielo»            |                                 | 8:24     |  |
| 12.            | «# (Numeral)»                 |                                 | 4:10     |  |
| 62:31 (124:52) |                               |                                 |          |  |

| DVD |                               |                                 |          |  |
| N.º | Título                        | Escritor(es)                    | Duración |  |
| 1.  | «Fuerza natural»              | Gustavo Cerati, Benito Cerati   | 5:36     |  |
| 2.  | «Magia»                       | Cerati, Paoletti                | 4:48     |  |
| 3.  | «Déjà vu»                     |                                 | 3:28     |  |
| 4.  | «Desastre»                    | Cerati, Benito Cerati           | 3:48     |  |
| 5.  | «Rapto»                       | Cerati, Benito Cerati           | 5:23     |  |
| 6.  | «Amor sin rodeos»             | Cerati, Paoletti                | 5:01     |  |
| 7.  | «Tracción a sangre»           |                                 | 4:47     |  |
| 8.  | «Cactus»                      |                                 | 4:04     |  |
| 9.  | «Naturaleza muerta»           | Cerati, Coleman                 | 4:07     |  |
| 10. | «Dominó»                      | Cerati, Coleman                 | 3:37     |  |
| 11. | «Sal»                         | Cerati, Paoletti, Benito Cerati | 5:31     |  |
| 12. | «Convoy»                      |                                 | 3:54     |  |
| 13. | «He visto a Lucy»             |                                 | 8:17     |  |
| 14. | «Zona de promesas»            |                                 | 4:15     |  |
| 15. | «Pulsar»                      |                                 | 6:21     |  |
| 16. | «Te Llevo para que me lleves» |                                 | 3:46     |  |
| 17. | «Marea de venus»              | Cerati, Melero                  | 4:35     |  |
| 18. | «Crimen»                      |                                 | 3:50     |  |
| 19. | «Paseo inmoral»               | Cerati, Bochatón                | 6:44     |  |
| 20. | «Cosas imposibles»            | Cerati, Etcheto                 | 5:26     |  |
| 21. | «La excepción»                |                                 | 4:28     |  |
| 22. | «Adiós»                       | Cerati, Benito Cerati           | 4:17     |  |
| 23. | «Puente»                      |                                 | 6:15     |  |
| 24. | «Lago en el cielo»            |                                 | 8:24     |  |
| 25. | «# (Numeral)»                 |                                 | 4:10     |  |

## Formación
- Gustavo Cerati: Voz, guitarra y armónica.[6]
- Richard Coleman: Guitarra.
- Fernando Nalé: Bajo.
- Leandro Fresco: Arreglos y coros.
- Fernando Samalea: Batería.
- Gonzalo Córdoba: Guitarra.
- Anita Álvarez: Coros.

## Posicionamiento en listas

### Semanales
| Listas (2014)     | Mejor posición |
| ----------------- | -------------- |
| México (AMPROFON) | 33             |

### Anuales
| Listas (2014)     | Mejor posición |
| ----------------- | -------------- |
| México (AMPROFON) | 3              |